# Kleopatra Selene II

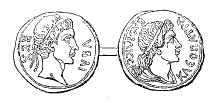
Mynt från Mauretania med bilder av kung Juba II och drottning Kleopatra Selene II av Mauretania.

Kleopatra Selene (grekiska: Κλεοπατρα Σελενε ), född 25 december 40 f.Kr., död 5 f.Kr, var en regerande drottning av Antika Libyen och Cyrenaika, och drottning av Mauretania som gift med kung Juba II av Mauretania. 

## Biografi
Kleopatra Selene II var dotter till Kleopatra VII och Marcus Antonius och tvilling till sin bror Alexander Helios. Helios betyder solen och Selene månen. Kleopatra Selene hade även en äldre halvbror, Caesarion, och en yngre helbror, Ptolemaios Filadelfos. Kleopatra Selene utnämndes år 34 f.Kr. till regerande drottning av Libyen och Cyrenaika av sin mor under Donationerna i Alexandria. Hon förlorade denna position då hennes föräldrar 30 f.Kr. besegrades av Rom under Octavianus efter Slaget vid Actium. Hennes föräldrar avled kort därefter och hennes äldre bror Caesarion avrättades.
Octavianus förde både tvillingarna och deras yngre bror som statsfångar till Rom, där de fick gå i hans triumftåg behängda med kedjor av guld, som ska ha varit så tunga att de knappt kunde gå. De blev sedan omhändertagna som fosterbarn av Octavia Minor, som var syster till Octavianus och deras fars första hustru. Det är okänt vad som hände med hennes tvillingbror och yngre bror, men de antas ha avlidit i Rom, antingen genom sjukdom eller genom att ha dödats. Hon blev därför den enda kvarvarande ättlingen till Kleopatra.
Mellan 26 f.Kr. och 20 f.Kr. arrangerade Octavianus ett äktenskap mellan henne och kung Juba II av Numidien, som även han var barn till en monark som besegrats av Rom. I stället för Numidia, som var en romersk provins, fick paret tillträda kungariket Mauretania. Vid avresan till Mauretania mottog Kleopatra Selene en stor hemgift i utbyte mot en status som romersk-allierad klientmonark.
Kleopatra Selene ska ha utövat ett stort inflytande över politiken i Mauretania och regerat gemensamt med Juba som hans rådgivare och samregent, och deras regeringstid beskrivs som en blomstringstid för landet. De namngav huvudstaden Caesarea efter kejsaren och igångsatte där och i staden Volubilis stora byggnadsprojekt i en blandad romersk, grekisk och egyptisk stil. De gjorde Mauretania till en blomstrande utgångspunkt för exporten till Spanien, som gjorde landet till en av medelhavets rikaste. Hon värdesatte av allt att döma sitt egyptiska ursprung, som hon tycks ha prioriterat framför det romerska, och var en anhängare av den egyptiska religionen. Hon inbjöd forskare, akademiker och konstnärer från Alexandria.
Hennes dödsdatum är inte bekräftat. En dikt tillägnad henne uppger att hennes död inträffade under en månförmörkelse. Sådana inträffade flera gånger, och det mest troliga årtalet anses allmänt ha varit år 5 f.Kr. 
Kleopatra Selene och Juba fick två barn som levde till vuxen ålder. Deras dotter Drusillas liv är till större delen okänt. Deras son Ptolemaios efterträdde Juba år 21 e.Kr. Mauretania annekterades till Rom efter Caligulas mord på hennes son år 40. Hans enda arvinge var Drusilla av Mauretania den yngre.

## Barn
1. Ptolemaios av Mauretania född 10 f.Kr. eller 5 f.Kr, död år 40.
2. Drusilla av Mauretania, född 8 f.Kr. eller 5 f.Kr.